# Emanuel Dall'Aglio
Emanuel Dall'Aglio (La Plata, 12 de febrero de 2005) es un futbolista argentino. Juega como defensor central en el Club Sportivo Cerrito de la Segunda División de Uruguay, a préstamo desde Estudiantes de La Plata.

## Trayectoria
Surgido en las divisiones infantiles del Club Romerense de la localidad de Melchor Romero, arribó a Estudiantes de La Plata en 2015 para incorporarse a las divisiones formativas. En 2024 fue capitán del equipo de reserva que juega la Copa Proyección 2024.
En agosto de 2024 firmó su primer contrato profesional hasta diciembre de 2026.
Debutó en la Copa de la Liga Profesional 2024 de Primera División el 9 de marzo de 2024 en la derrota ante Sarmiento de Junín en condición de visitante.
Integró los planteles que conquistaron la Copa de la Liga Profesional 2024 y el Trofeo de Campeones de la Liga Profesional 2024.
A finales de febrero de 2025, en busca de minutos en campo, se va a préstamo sin cargo ni opción de compra hasta finales de diciembre del mismo año, al Club Sportivo Cerrito de la Segunda División de Uruguay.

## Clubes
| Club                    | País      | Año               |
| ----------------------- | --------- | ----------------- |
| Estudiantes de La Plata | Argentina | 2024 -            |
| Cerrito (cedido)        | Uruguay   | 2025 - Actualidad |

## Estadísticas

### Clubes
Actualizado al último partido disputado el 20 de julio de 2025.
| Club                              | Div.          | Temporada     | Liga  | Liga  | Copas nacionales | Copas nacionales | Copas internacionales | Copas internacionales | Total | Total |
| Club                              | Div.          | Temporada     | Part. | Goles | Part.            | Goles            | Part.                 | Goles                 | Part. | Goles |
| --------------------------------- | ------------- | ------------- | ----- | ----- | ---------------- | ---------------- | --------------------- | --------------------- | ----- | ----- |
| Estudiantes de La Plata Argentina | 1.ª           | 2024          | 1     | 0     | 1                | 0                | 0                     | 0                     | 2     | 0     |
| Estudiantes de La Plata Argentina | Total club    | Total club    | 1     | 0     | 1                | 0                | 0                     | 0                     | 2     | 0     |
| Cerrito · Uruguay                 | 2.ª           | 2025          | 13    | 0     | 0                | 0                | 0                     | 0                     | 13    | 0     |
| Cerrito · Uruguay                 | Total club    | Total club    | 13    | 0     | 0                | 0                | 0                     | 0                     | 13    | 0     |
| Total carrera                     | Total carrera | Total carrera | 14    | 0     | 1                | 0                | 0                     | 0                     | 15    | 0     |

## Palmarés

### Campeonatos nacionales
| Título              | Club                    | País      | Año  |
| ------------------- | ----------------------- | --------- | ---- |
| Copa de la Liga     | Estudiantes de La Plata | Argentina | 2024 |
| Trofeo de Campeones | Estudiantes de La Plata | Argentina | 2024 |